# Armée populaire lao
L'Armée populaire lao est le nom officiel des forces armées du Laos. Elle consiste en une armée de terre, une armée de l'air (Force aérienne de l'Armée de libération populaire du Laos) et une marine. Le commandant en chef en est le président Thongloun Sisoulith depuis 2021. Ses quartiers-généraux sont situés à Vientiane.
L'Armée populaire lao dispose d'un très modeste budget de 55 millions de dollars en 1996, soit 0,5 % du PNB et de 29 100 personnels actifs. Ses fournisseurs étrangers sont principalement la Chine et le Viêt Nam. Ses objectifs sont avant tout la protection des frontières et la sécurité interne. L'armée Populaire du Laos a commencé sa modernisation en 2018 où elle reçoit des blindés soviétiques T-72 , et du nouveau matériel pour les troupes. Mais la plupart de son matériel est soviétique ou chinois datant de la guerre froide. Régulièrement le Vîet Nam Finance une aide militaire en coopération avec l'armée Laotienne .

## Équipement

### Chars et véhicules blindés
| Photo | Nom          | Type                             | Origine | Quantité |
| ----- | ------------ | -------------------------------- | ------- | -------- |
|       | PT-76        | Char léger                       | URSS    | 25       |
|       | T-54/55      | Char de combat principal         | URSS    | 30       |
|       | T-72         | Char de combat principal         | URSS    | 20       |
|       | BRDM-2       | Véhicule de transport de troupes | URSS    | 20       |
|       | BTR-40       | Véhicule de transport de troupes | URSS    | 10       |
|       | BTR-60       | Véhicule de transport de troupes | URSS    | 130      |
|       | BTR-152      | Véhicule de transport de troupes | URSS    | 30       |
|       | M8 Greyhound | Automitrailleuse                 | USA     | 25       |
|       | ZSU-23-4     | Véhicule de DCA                  | URSS    | 10       |

### Artillerie
| Photo | Nom                                         | Type                       | Origine | Quantité |
| ----- | ------------------------------------------- | -------------------------- | ------- | -------- |
|       | Obusier 122 mm M1938                        | obusier de campagne        | URSS    | 40       |
|       | Obusier 130 mm M1954 (M-46)                 | canon de campagne          | URSS    | 16       |
|       | Obusier 122 mm 2A18 (D-30)                  | obusier                    | URSS    | 48       |
|       | Obusier M1, 155 mm                          | obusier                    | USA     | 10       |
|       | Obusier de 105 mm M2, M2A1, M101 et M101 A1 | 105 mm (tracté): M-101     | USA     | 25       |
|       | Obusier M8                                  | 75 mm (tracté): M-116 pack | USA     | 10       |
|       | BM-21 Grad                                  | Lance roquette multiple    | URSS    | Inconnue |

### Défense anti-aérienne
| Photo | Nom               | Type                          | Origine | Quantité |
| ----- | ----------------- | ----------------------------- | ------- | -------- |
|       | 9K32 Strela-2     | missile sol-air               | URSS    | 120      |
|       | 57 mm AZP S-60    | canon automatique anti-aérien | URSS    | 18       |
|       | M1939 (61-K) (en) | canon anti-ariéen             | URSS    | 18       |
|       | ZU-23-2           | canon anti-aérien             | URSS    | 48       |
|       | ZPU               | canon automatique anti-aérien | URSS    | 100+     |

### Force aérienne
Sa force aérienne comprend 20 Mikoyan-Gourevitch MiG-21, 7 Mil Mi-8, 9 Mil Mi-17, 4 Bell UH-1 Iroquois ainsi que 8 Yak-18 en service.